# Proplatycnemis
Genre
Proplatycnemis est un genre de demoiselles de la famille des Platycnemididae.

## Systématique
Le genre Proplatycnemis a été créé en 1920 par l'entomologiste et ichtyologiste américain Clarence Hamilton Kennedy (d) (1879-1952) avec pour espèce type Proplatycnemis hova, initialement décrite sous le taxon de Platycnemis hova.

## Liste des espèces
Selon BioLib (8 mai 2022) :
- Proplatycnemis agrioides (Ris, 1915)
- Proplatycnemis alatipes (McLachlan, 1872)
- Proplatycnemis aurantipes (Lieftinck, 1965)
- Proplatycnemis hova (Martin, 1908) - espèce type
- Proplatycnemis longiventris (Schmidt, 1951)
- Proplatycnemis malgassica (Schmidt, 1951)
- Proplatycnemis melana (Aguesse, 1968)
- Proplatycnemis pallidus (Aguesse, 1968)
- Proplatycnemis pembipes (Dijkstra, Clausnitzer & Martens, 2007)
- Proplatycnemis protostictoides (Fraser, 1953)
- Proplatycnemis pseudalatipes (Schmidt, 1951)
- Proplatycnemis sanguinipes (Schmidt, 1951)

## Publication originale
- (en) Clarence Hamilton Kennedy, « Forty-two hitherto unrecognized genera and subgenera of Zygoptera », The Ohio Journal of Science, Columbus, vol. 21, no 2,‎ 1920, p. 83–88 (ISSN 0030-0950 et 2471-9390, OCLC 1761139, DOI 10.5962/BHL.PART.14540, lire en ligne).